# Лясек (Лодзинське воєводство)
Лясек (пол. Lasek) — село в Польщі, у гміні Варта Серадзького повіту Лодзинського воєводства.
Населення — 187 осіб (2011).
У 1975-1998 роках село належало до Серадзького воєводства.

## Демографія
Демографічна структура станом на 31 березня 2011 року:
|          | Загалом | Допрацездатний вік | Працездатний вік | Постпрацездатний вік |
| -------- | ------- | ------------------ | ---------------- | -------------------- |
| Чоловіки | 90      | 22                 | 50               | 18                   |
| Жінки    | 97      | 27                 | 41               | 29                   |
| Разом    | 187     | 49                 | 91               | 47                   |